# Tossal de Plana Ballestera
El Tossal de Plana Ballestera és una muntanya de 1.384 metres que es troba al municipi del Pont de Suert, a la comarca catalana de l'Alta Ribagorça.